# Абрамов Віктор Валер’янович
Абрамов Віктор Валер'янович (нар. 25 грудня 1925, Тбілісі Грузія — 25 вересня 1998, Запоріжжя Україна) — інженер. Доктор технічних наук (1961), професор (1963).
Учасник 2-ї світової війни. Закінчив Тбіліський політехнічний інститут (1949). Працював на Горьковському металургійному заводі (1949–53), у Горьковському політехнічному інституті (1953–62), У Запорізькім технічним університеті: завідувач кафедри опору матеріалів (1962–93), від 1993 — професор. Фахівець з механіки деформації твердого тіла. Розробив методи розрахунку мех. і температур. напружень у тілах простої і складної форми при пружно-пластичних деформаціях..

## Праці
- Остаточные напряжения и деформации в металлах. Москва, 1963;
- Напруги в небезпечних перерізах біметалевих елементів конструкцій складної форми. Х., 1966 (співавт.);
- Пружнопластична деформація біметалевих елементів конструкцій. Х., 1997 (співавт.).